# Acoyapa
Acoyapa è un comune del Nicaragua facente parte del dipartimento di Chontales.